# Сорокаба
Сорокаба (порт. Sorocaba) — місто і муніципалітет у бразильському штаті Сан-Паулу. В 19 столітті місто було центром текстильної промисловості, а через нього проходила головна залізниця штату — Залізниця Сорокабана, за що місто отримало назву «Паулістського Манчестера». Зараз місто є одним з найважливіших центрів металургії, інженерних та інших промислових підприємств.
| Бразилія | Це незавершена стаття з географії Бразилії. Ви можете допомогти проєкту, виправивши або дописавши її. |